# Lijst van jeugdparlementen
Dit is een lijst van jeugdparlementen.

## Europa
- Europees Jeugdparlement, een ngo voor meningsvorming door jeugd met 43 afdelingen, waaronder:
  - Stichting Europees Jeugdparlement Nederland, een afdeling ervan in Nederland
  - European Youth Parliament Belgium vzw, een afdeling ervan in België
- Model European Parliament, een simulatie van het Europees parlement
- Jeugd Parlement Jeunesse, een simulatie van het federale Belgische parlement
  - Vlaams Jeugd Parlement, een simulatie van het Vlaamse  parlement
  - Parlement Jeunesse Wallonie-Bruxelles, een simulatie van de Franstalige Belgische parlementen
- UK Youth Parliament, een Britse organisatie van gekozen jonge volksvertegenwoordigers
- Bradford-Keighley Youth Parliament, een Engelse organisatie van gekozen jonge volksvertegenwoordigers
- Scottish Youth Parliament, een Schotse organisatie die jongeren ondersteunt
- Jeugdparlement (Griekenland), Βουλή των Εφήβων, een Griekse jongerenorganisatie
- Kinder- und Jugendparlament, een Duits schaduwkabinet
- Parlement des jeunes franco-allemand, een Frans-Duits evenement in Berlijn

## Amerika

### Suriname
- Nationaal Jeugdparlement (Suriname), een Surinaams parlement met een adviesfunctie aan de politiek

### Verenigde Staten
- YMCA Youth Parliament, een Amerikaans schaduwparlement
- YMCA NSW Youth Parliament, een Amerikaans schaduwparlement

### Canada
- Western Canada Youth Parliament, een aantal Canadese schaduwparlementen samen
- Ontario Youth Parliament, een aantal Canadese schaduwparlementen samen
- Ontario Model Parliament, een Canadees schaduwparlement van jongeren
- Newfoundland and Labrador Youth Parliament, een aantal Canadese schaduwparlementen samen
- Youth Parliament of Canada, een Canadees schaduwparlement van jongeren
- British Columbia Youth Parliament, een Canadees schaduwparlement van jongeren
- Saskatchewan Youth Parliament, een Canadees schaduwparlement van jongeren
- TUXIS Parliament of Alberta, een Canadees schaduwparlement van jongeren
- Youth Parliament of Manitoba, een Canadees schaduwparlement van jongeren
- Maritime Youth Parliament, een Canadees schaduwparlement van jongeren
- Prince Edward Island Older Boys' Parliament, een Canadees schaduwparlement van jongeren
- Parlement Jeunesse du Québec, een Canadees schaduwparlement van jongeren

## Oceanië
- New Zealand Youth Parliament, een jaarlijks schaduwparlement-evenement in Nieuw-Zeeland

## Azië
- Jeugdparlement (Maleisië), een jongerenraad en schaduwparlement in Maleisië
- The Youth Parliament, een Indiase organisatie die jongeren ondersteunt
- Youth Parliament Program, een Indiase jongrenorganisatie
- Youth Parliament of Pakistan, een Pakistaans project om jongeren bij de politiek te betrekken
- Afghan Youth Parliament, een Afghaanse organisatie van jonge volksvertegenwoordigers

## Overig
- Commonwealth Youth Parliament, een combinatie van schaduwparlementen in het Britse Gemenebest